# فرتون غارسيز ملك نافارا
فرتون غارسيز المعروف في المصادر العربية باسم فرتون بن غرسية الأنقر هو ملك نافارا منذ عام 882م حتى عام 905م، وهو الابن الأكبر للملك غارسيا إنيغيز ملك نافارا.
أسر المسلمون فرتون عام 860م، أثناء غزو الأمير محمد بن عبد الرحمن لبنبلونة، وظل أسيره في قرطبة لعشرين عامًا. خلال تلك الفترة، تزوجت ابنته أونيكا فرتونيز من عبد الله بن الأمير محمد, الذي أصبح أميرًا على الدولة الأموية في الأندلس فيما بعد، وأنجبت منه ابنهما محمد أبو الخليفة عبد الرحمن الناصر لدين الله. وقد أطلق سراح فرتون من أسره عام 880م، فعاد إلى بنبلونة، بصحبة ابنته. ثم خلف والده عام 882، الذي قتل في معركة أمام الأمير محمد بن عبد الرحمن.
وفي عام 905م، تحالف لب بن محمد بن لب القسوي مع ألفونسو الثالث ملك أستورياس والكونت ريموند الأول كونت بليارش، فخلعوا فرتون، ونصّبوا محله سانشو ابن أخيه غارسيا خيمينيز ليتجه فرتون بعد ذلك للرهبنة في دير ليري.
تزوجت ابنته أونيكا بعد زوجها الأول عبد الله بن محمد بن عبد الرحمن من ابن عمها أثنار سانشيز حفيد الملك غارسيا إنيغيز، وأنجبت منه ابنتيهما تودا التي أصبحت قرينة الملك سانشو غارسيز، وسانشا قرينة خيمينو غارسيز.